# 本田礼生
本田 礼生（ほんだ れお、1992年10月28日 - ）は、日本の俳優。愛媛県出身。ヤザ・パパ所属。身長175 cm。血液型はO型。

## 略歴
13歳の頃から兄弟の影響でブレイクダンスを始める。14歳の頃に初のダンスバトル2位に入賞。
高校生の頃に地方フリースタイルダンスバトルにて、オーディション1位通過、トーナメント優勝を果たし、東日本高校生大会にて2、3位と活動を県外へと広めていく。
高校卒業後、兄・本田昂也の舞台を観て芸能界に憧れ、旧所属事務所であるステージドアのオーディションを受け所属する。
2014年10月、有限会社トップフライトに移籍。
2016年、荒田至法、後藤健流、佐久間雄生とともに、THE CONVOYに加入。
2017年5月、ヤザ・パパに移籍。

## 人物
- 趣味は映画鑑賞、鉄拳などのアクションゲーム、ダンス、ギター
- 特技はブレイクダンス、アクロバット、ゲーム
- MANKAI STAGE『A3!』出演時に、人生初のコンタクトを付けた。
- 同じ舞台俳優の蒼木陣とは愛媛県松山市の幼馴染であり、学生時代から一緒にブレイクダンスに打ち込んでいた。当時からお互いの家を行き来する仲であり、家族のような存在と公言している。

## 出演作品

### 舞台
- M ACT QUEST〜勇者たもつと屈強なパフォーマー達の魔王への軌跡〜（2012年8月16日・17日、三鷹市芸術文化センター） - フル 役
- キャットミント隊『喋々喃々』（2013年4月27日 - 29日、ブディストホール） - 印東蓮 役[7]
- 舞台『タンブリング』
  - vol.4（2013年8月1日 - 4日・13日 - 19日、赤坂ACTシアター / 8月31日・9月1日、シアターBRAVA!） - 西原亮 役[8][9]
  - 2020（2020年4月19日 - 5月9日、TBS赤坂ACTシアター 他） - 白井幹太 役 ※新型コロナウイルスの影響で中止[10][11]
- 曽根崎心中（2013年11月2日 - 4日、兵庫県立芸術文化センター 阪急中ホール / 11月8日 - 17日、あうるすぽっと） - まがい ろく 役
- アイドルステージシリーズ関連 - 水星人☆ミミタ 役
  - プレゼント◆5
    - －恋するオトコは眠れない－ （2014年4月16日 - 21日、紀伊国屋ホール）[12]
    - －オレはぜったい悪くない！－ （2014年5月2日 - 6日、紀伊国屋サザンシアター） - 水星人☆ミミタ 役[13]

  - CHaCK-UP（2014年8月30日 - 9月7日、ラフォーレミュージアム原宿） - 水星人☆ミミタ / 美波旅生 役[14]
  - コミックジャック（2014年11月13日 - 24日、サンシャイン劇場）[15]
- ミュージカル『テニスの王子様 』3rdシーズン- 菊丸英二 役[16]
  - 青学vs不動峰 （2015年2月13日 - 5月17日、TOKYO DOME CITY HALL 他）[17]
  - TEAM Live SEIGAKU（2015年6月10日 - 14日、6月27日 - 28日、AiiA 2.5 Theater Tokyo 他）[18]
  - 青学vs聖ルドルフ （2015年9月5日 - 11月3日、TOKYO DOME CITY HALL 他）[19]
  - 青学vs山吹 （2015年12月24日 - 2016年2月21日、TOKYO DOME CITY HALL 他）[20]
  - Dream Live 2016（2016年5月13日 - 15日 / 20日 - 22日、パシフィコ横浜 国立大ホール 他）[21]
  - 青学vs氷帝 （2016年7月14日 - 9月25日、TOKYO DOME CITY HALL 他）[22]
- Live Performance Stage『チア男子!!』（2016年12月9日 - 18日、AiiA 2.5 Theater Tokyo） - 主演・坂東晴希 役[23][24]
- THE CONVOY SHOW
  - THE CONVOY SHOW vol.32『asiapan』（2017年2月25日 - 3月14日、TBS赤坂ACTシアター 他）[5]
  - THE CONVOY SHOW vol.33『星屑バンプ』（2017年9月7日 - 24日、博品館劇場） [25]
  - THE CONVOY SHOW vol.34『asiapan』（2017年12月13日 - 17日、TBS赤坂ACTシアター）[26]
  - THE CONVOY SHOW vol.35『星屑バンプ』（2018年9月7日 - 10月21日、博品館劇場 他）[27]
  - THE CONVOY SHOW vol.36『ONE!』（2018年12月14日 - 17日、TBS赤坂ACTシアター）[28]
  - THE CONVOY SHOW vol.37『星屑バンプ』（2019年6月5日 - 20日、博品館劇場 他）[29]
  - THE CONVOY SHOW vol.38『ONE!』（2019年12月14日 - 29日、TBS赤坂ACTシアター 他）[30]
  - THE CONVOY SHOW vol.39『ATOM』（2020年8月14日 - 30日、こくみん共済coopホール（全労済ホール）/ スペース・ゼロ 他）[31]
  - 35th Anniversary THE CONVOY SHOW vol.41『コンボ・イ・ランド』（2021年12月10日 - 31日、こくみん共済 coop ホール / スペース・ゼロ 他）[32]
  - THE CONVOY SHOW vol.42『コンボ・イ・ランド』（2023年6月16日 - 20日、東京建物 Brillia HALL）[33]
- 昆虫戦士コンチュウジャー 〜ただの再演じゃ終わらない、そうだろみんな!?〜（2017年5月10日 - 18日、あうるすぽっと） - 若き時羽奏 役[34][35]
- Fate/Grand Order THE STAGE - オジマンディアス 役
  - -神聖円卓領域 キャメロット（2017年7月14日 - 17日 / 9月29日 - 10月8日、Zeppブルーシアター六本木） [36]
  - -冠位時間神殿ソロモン-（2020年10月18日、TACHIKAWA STAGE GARDEN / 10月24日 - 30日、東京国際フォーラム ホール）[37]
- STAGE COMPANY THE MIX-UP『TRANS　ｰトランスｰ』（2017年11月8日 - 12日、シアターブラッツ / 2025年1月24日 - 2月2日、シアター・アルファ東京） - 主演・立原雅人 役[38]
- 方南ぐみ企画公演『伊賀 の花嫁 その二 鬼は外編』（2018年1月24日 - 2月4日、俳優座劇場）[39]
- GEM CLUBⅡ（2018年3月24日 - 4月18日、シアタークリエ 他）[40][41]
- MANKAI STAGE『A3!』- 斑鳩三角 役[42]
  - 〜SPRING & SUMMER 2018〜（2018年6月28日 - 7月16日、天王洲 銀河劇場 他 / 10月26日 - 11月4日、天王洲 銀河劇場）[43]
  - 〜AUTUMN & WINTER 2019〜（2019年1月31日 - 3月24日、日本青年館ホール 他）[44]
  - 〜SUMMER 2019〜（2019年8月8日 - 9月29日、品川プリンスホテル ステラボール 他）[45]
  - 〜Four Seasons LIVE 2020〜（2020年9月17日 - 20日、東京ガーデンシアター）[46]
  - Troupe LIVE〜SUMMER 2021〜（2021年10月26日 - 31日、KAAT神奈川芸術劇場 ホール）[47]
  - ACT2! 〜SUMMER 2022〜（2022年7月16日 - 8月21日、TACHIKAWA STAGE GARDEN 他）[48]
  - ACT2! 〜AUTUMN 2022〜（2022年11月4日 - 12月5日、TOKYO DOME CITY HALL 他）[49]
  - ACT2! 〜WINTER 2023〜（2023年1月21日 - 2月26日、TACHIKAWA STAGE GARDEN 他）映像出演[50]
  - ACT2! 〜SUMMER 2023〜（2023年8月12日 - 9月18日、TACHIKAWA STAGE GARDEN 他）[51]
  - 〜Four Seasons LIVE 2024〜（2024年10月31日 - 11月4日、東京ガーデンシアター）[52]
  - ACT3! 2025（2025年3月22日 - 5月10日、KAAT神奈川芸術劇場 ホール）[53]
- 方南ぐみ企画公演 朗読劇『青空』（2018年8月9日、三越劇場） - 麦 役[54]
- STAGE COMPANY THE MIX UP Vol.2『売春捜査官〜ギャランドゥ』（2019年10月19日 - 27日、テアトルBONBON/中野ポケットスクエア） - 熊田留吉刑事 役[55]
- 舞台『鬼滅の刃』- 冨岡義勇 役[56]
  - 初演（2020年1月18日 - 2月2日、天王洲 銀河劇場 他）
  - 其ノ弐 絆（2021年8月7日 - 31日、天王洲 銀河劇場 他）[57]
  - 其ノ参 無限夢列車（2022年） - ※映像出演[58]
- 舞台『刀剣乱舞』- 一期一振 役
  - 天伝 蒼空の兵 -大坂冬の陣-（2021年1月10日 - 3月28日、IHIステージアラウンド東京）[59]
  - 七周年感謝祭 -夢語刀宴會-（2023年8月4日 - 6日、幕張メッセ 幕張イベントホール）[60]※8月6日のみ出演
- 演劇の毛利さん －The Entertainment Theater Vol.1 リーディングシアター『桜の森の満開の下』（2022年1月29日、梅田芸術劇場 シアター・ドラマシティ）[61]
- 舞台『アクダマドライブ』（2022年3月10日 - 27日、品川プリンスホテル ステラボール 他） - 殺人鬼 役[62]
- 三人芝居『オブセッション』（2022年9月14日 - 19日、CBGKシブゲキ!!）[63]
- ミュージカル『チェーザレ 破壊の創造者』（2023年1月7日 - 2月5日、明治座） - ドラギニャッツォ 役[64]
- 東映ムビ×ステ 舞台『仁義なき幕末 -令和激闘篇-』（2023年4月27日 - 5月7日、サンシャイン劇場 / 5月18日 - 21日、梅田芸術劇場 シアター・ドラマシティ）[65]
- 本格ミステリー歌劇『46番目の密室』（2023年10月15日 - 22日、KAAT神奈川芸術劇場 ホール） - 鵜飼 役[66]
- 神戸セーラーボーイズ 定期公演 vol.1『ロミオとジュリアス』『Water me! 〜我らが水を求めて〜』（2023年11月23日、AiiA 2.5 Theater Kobe）[67]
- 少年社中 25周年記念ファイナル 第42回公演『テンペスト』（2024年1月6日 - 21日、サンシャイン劇場 / 1月25日 - 28日、梅田芸術劇場 シアター・ドラマシティ）[68]
- 二人芝居『追想曲【カノン】』（2024年2月22日 - 3月3日、シアターサンモール / 3月8日 - 10日、扇町ミュージアムキューブ CUBE01）[69]
- 舞台『鋼の錬金術師』-それぞれの戦場-（2024年6月8日 - 16日、日本青年館ホール / 6月29日 - 30日、SkyシアターMBS） - リン・ヤオ 役[70]
- THE CONVOY SHOW vol.43『ONE DAY〜Last Run! Run!! Run!!!〜』（2024年7月26日 - 8月4日、ザ・ガーデンホール・ルーム / 8月10日 - 11日、COOL JAPAN PARK OSAKA WWホール / 8月24日 - 25日、名古屋市公会堂）[71]
- 舞台『応天の門』（2024年12月4日 - 22日、明治座） - 藤原基経 役[72]
- 三人芝居『クリエイターズハイ!!!』（2025年10月12日 - 19日〈予定〉、シアターサンモール / 10月23日 - 25日〈予定〉、扇町ミュージアムキューブ CUBE01）[73]
- 舞台『ジョーカー・ゲームIII』（2025年11月21日 - 30日〈予定〉、天王洲 銀河劇場） - 主演・神永 役[74][75]

### イベント
- E.T.L
  - vol.4 〜3までのことは聞かないで〜（2014年6月2日・3日、Mt.RAINIER HALL SHIBUYA PLEASURE PLEASURE）
  - E.T.L vol.4+ 〜電波受信！電波受信！至急集合せよ！〜（2014年7月7日・8日、Mt.RAINIER HALL SHIBUYA PLEASURE PLEASURE）
  - E.T.L vol.5 〜秋といえば学園祭だけどやっぱり宇宙に連れてくね！〜（2014年10月7日、AiiA Theater Tokyo）
  - E.T.L vol.7 〜雨天決行★シャトルでキミを迎えに行くよ！〜（2015年6月19日・20日、中電ホール）
  - E.T.L extra 〜Volume上げてRising★ハイ！スペーストリップに出発だ！〜（2016年10月1日 - 30日、DMM VR THEATER）
- コス☆メン フェスティバルVol.13　〜十三夜の月待ち〜（2014年9月19日、TSUTAYA O-EAST）
- ネルフェス2014 in 武道館（2014年11月7日、日本武道館）
- 本田礼生 カレンダー発売記念イベント
  - 2017（2016年11月3日、発明会館 / 11月6日、南港サンセットホール）[76]
  - 2018（2017年12月24日、シダックスカルチャーホールA）[77]
  - 2019（2018年11月10日、神戸三宮シアター・エートー / 11月11日、スペースFS汐留）[78]
  - 2020（2019年10月6日、大田文化の森ホール）[79]
  - 2021-22（2021年4月3日、朝日生命ホール / 4月4日、ニッショーホール）[80]
  - 2022-23（2022年1月10日、福岡：スカラエスパシオ / 1月15日、東京：全電通労働会館）[81]
- 「石田隼と本田礼生の以心伝心！」 [82]
  - 〜みんなと一緒に公開収録!! 〜 2017 春（2017年4月8日、神戸芸術センタープロコフィエフホール / 4月9日、ドイツ文化会館OAGホール）
  - 〜みんなと一緒に公開収録!! 〜 in summer（2017年7月22日、神戸芸術センタープロコフィエフホール / 4月9日、ドイツ文化会館OAGホール）
  - 〜みんなと一緒にクリスマス会〜（2017年12月24日、シダックスカルチャーホールA）
  - 〜みんなと一緒に公開収録!! 〜 2018 春（2018年5月19日、スペースFS汐留 / 5月20日、神戸三宮シアター・エートー）
  - 〜みんなと一緒に公開収録!! 2019 春〜（2019年3月9日、ザムザ阿佐谷）
  - 〜みんなと一緒に公開収録!! 2019 秋〜（2019年11月2日、R'sアートコート（労音大久保会館））
- ミュージカル『テニスの王子様』
  - コンサート Dream Live 2017（2017年5月28日、横浜アリーナ） ゲスト出演[83]
  - 秋の大運動会 2019（2019年10月8日、横浜アリーナ） ゲスト出演[84]
- 本田礼生 1st写真集『本田礼生（仮）』発売記念イベント（2017年10月28日、南港サンセットホール / 10月29日、発明会館）[85]
- 『蒼木陣×本田礼生 〜TALK＆DANCE〜』（2018年5月27日、クレオ大阪東ホール）[86]
- CASTSIZE SPECIAL TALK EVENT（2018年7月21日、渋谷eggman）[87]
- 『Boys Don't Cry』アフタートークイベント（2018年10月14日、Zher the ZOO YOYOGI）[88]
- THE CONVOY 
  - Night 2018（2018年12月22日、リーガロイヤルホテル大阪『光琳の間』）[89]
  - Night 2019（2019年12月21日 - 12月22日、リーガロイヤルホテル大阪『光琳の間』）[90]
  - 祭’19（2019年12月31日、森ノ宮ピロティホール）
- MANKAI STAGE『A3!』
  - ラジオ リスナーミーティング vol.1（2019年4月7日、品川プリンスホテル クラブeX）[91]
  - Film Collection 2021 in Tachikawa（2021年6月2日 - 6月27日、TACHIKAWA STAGE GARDEN）[92]
  - Bloom Fan Meeting 2025（2025年9月27日〈予定〉、品川プリンスホテル ステラボール）[93]
- 『Nez Channel vol.5』〜チャンネルはそのまま〜（2019年4月30日 - 5月2日、リーガロイヤルホテル大阪『光琳の間』） ゲスト出演[94]
- 「立石俊樹と本田礼生のてんご」〜リスナー大感謝祭&俊樹くんおつカリメン! 〜（2021年9月12日、エルガーラホール・大ホール）[95]
- ACTORS☆LEAGUE
  - in Games 2022（2022年5月2日、幕張イベントホール）[96]
  - in Games 2023（2023年6月19日、日本武道館）[97]
- 演劇ドラフトグランプリ（2022年6月14日、日本武道館）[98]

### テレビ
- ミュージカル『テニスの王子様』特別番組〜Starting Story〜（2015年3月22日）
- 特捜警察ジャンポリス（2015年5月1日）
- パパ、はじめました  第9話  （2019年10月27日、BS日テレ） - ゲスト 鬼龍院孔明 役
- KING OF DANCE（2020年4月11日 - 5月16日、読売テレビ 他） - YOHEI 役[99]
- フレンドシップ（2021年、BS日テレ）[100]

### WEBドラマ・WEB番組
- 全惑星★激あまやかしバラエティ『箱入りミュータント』（2023年 、DMM TV）‐ メソ 役[101][102]

### 映画
- MANKAI MOVIE『A3!』 - 斑鳩三角 役[103]
  - MANKAI MOVIE『A3!』〜SPRING & SUMMER〜（2021年12月3日公開）
  - MANKAI MOVIE『A3!』〜 AUTUMN & WINTER〜（2022年3月4日公開）
- 仁義なき幕末-龍馬死闘篇-（2023年3月25日 - ） - 沖田総司 役[104]
- 映画刀剣乱舞-黎明-（2023年3月31日 - ） - 一期一振 役[105]

### ラジオ
- WALLOP放送局『ブラザートーク!!』（毎週日曜日20時 - ）
- ドル★ラジ ゲスト出演（2014年8月15日）
- Kiss FM KOBE「石田隼と本田礼生の以心伝心!」（2017年1月4日 - 2020年9月30日 、毎週水曜日22時55分 - 23時00分 ）
- RKB毎日放送『てんご』（2020年3月31日 - 、毎週火曜日22時05分頃 - ）[106] [107]

### CM
- ハウス食品『メガシャキ 受験生応援篇』（2013年1月）
- パーソルキャリア株式会社『転職同期』CM 〜新天地篇〜（2021年3月） - ナレーション[108]

### モデル
- THE FACTORY カタログモデル

### 雑誌
- BEST STAGE 3月号（2015年1月27日発売）
- Sparkle VOL.21（2015年2月2日発売）
- Sparkle VOL.22（2015年5月1日発売）
- stage PASH! vol.3（2015年5月28日発売）

## 書籍
- 本田礼生のこもりっぱなし（2023年、太田出版）[109]
  - 限定版:ISBN 4778318552 / ISBN 978-4778318550
  - NFT特装版:ISBN 4778318544 / ISBN 978-4778318543

### 写真集
- 本田礼生 1st写真集『本田礼生（仮）』（2017年、有限会社エス・エル・エフ）
- 本田礼生 2nd写真集『I’m here』（2020年、有限会社エス・エル・エフ）

### 連載
- CONTINUE （2021年2月5日 - 、太田出版） - 本田礼生のこもりっぱなし